# Junkers F 13
Junkers F.13 (còn gọi là F 13) là một loại máy bay vận tải làm hoàn toàn bằng kim loại đầu tiên trên thế giới, do đế quốc Đức chế tạo vào cuối Chiến tranh thế giới I.

## Biến thể
F.13
F.13a
F.13ba, ca, da, fa
F.13be, ce, de, fe
F.13dle, fle, ge, he, ke
F.13bi, ci, di, fi
F.13co, fo, ko
Junkers-Larsen JL-6

## Quốc gia sử dụng
Afghanistan
- Không quân Afghanistan

 Argentina
- Không quân Argentina

 Austria
- Không quân Áo (1927-1938)

Junkers F 13

- Österreichische Luftverkehrs AG (ÖLAG)

 Bolivia
- Lloyd Aéreo Boliviano

 Brazil
- Syndicato Condor - Serviços Aéreos Condor
- Varig

 Chile
- Không quân Chile

 Đài Loan
 Bulgaria
- Không quân Bulgary
- Bunavad

 Colombia
- SCADTA (Avianca)
- Không quân Colombia

Bản mẫu:Country data Danzig Thành phố tự do Danzig
- Danziger Luftpost
- Lloyd Ostflug

 Estonia
- Aeronaut

 Phần Lan
- Aero Airways
- Kauhajoki Flying Club
- Không quân Phần Lan
- Biên phòng Phần Lan

 Pháp
 Germany
- Junkers Luftverkehr
- Deutsche Luft Hansa

 Hungary
- Aeroexpress

 Iceland
- Flugfélag Íslands

 Iran
- Không quân Đế chế Iran

 Italy
 Nhật Bản
- Lực lượng Phòng vệ Trên không Nhật Bản

 Lithuania
- Không quân Litva

 Mongolia
- Không quân Lục quân Nhân dân Mông Cổ

 Ba Lan
- Aero-Targ
- Aerolloyd (sau đổi tên thành Aerolot)
- LOT Polish Airlines

 Bồ Đào Nha
- Serviços Aéreos Portugueses

 România
- Không quân Hoàng gia Romania

 Soviet Union
- Aviaarktika

 South Africa
- South African Airways
- Không quân Nam Phi

 Thụy Điển
- Không quân Thụy Điển

 Switzerland
- Ad Astra Aero

 Thổ Nhĩ Kỳ
- Không quân Thổ Nhĩ Kỳ
- Turkish Air Post
- General Command of Mapping

 Anh Quốc
 United States
- Bộ Bưu điện Hoa Kỳ
- Hải quân Hoa Kỳ

## Tính năng kỹ chiến thuật (F.13)
Dữ liệu lấy từ Wagner 1996 p.155 & Turner 1971 p.20
Đặc tính tổng quan
- Kíp lái: 2
- Sức chứa: 4 hành khách hoặc tải trọng nặng 689 kg (1.519 lb)
- Chiều dài: 9,59 m (31 ft 6 in)

F.13fe: 10,50 m (34 ft)
- Sải cánh: 14,8 m (48 ft 7 in)

F.13fe: 17,75 m (58 ft)
- Chiều cao: 3,50 m (11 ft 6 in)

F.13fe: 3,60 m (12 ft)
- Diện tích cánh: 34,50 m2 (371,4 foot vuông)

F.13fe: 44 m2 (474 foot vuông)
- Trọng lượng rỗng: 951 kg (2.097 lb)

F.13fe: 1,480 kg (3 lb)
- Trọng lượng cất cánh tối đa: 1.640 kg (3.616 lb)

F.13fe: 2,318 kg (5 lb)
- Động cơ: 1 × Mercedes D.IIIa , 118 kW (158 hp)

F.13fe: 1 x 228 kW (306 hp) Junkers L5
Hiệu suất bay
- Vận tốc cực đại: 173 km/h (107 mph; 93 kn)

F.13fe: 198 km/h (123 mph)
- Vận tốc hành trình: 160 km/h (99 mph; 86 kn)

F.13fe: 170 km/h (106 mph)
- Tầm bay: 1.400 km (870 mi; 756 nmi)
- Trần bay: 5.000 m (16.404 ft)

F.13fe: 5,090 m (17 ft)
- Vận tốc lên cao: 2,40 m/s (472 ft/min)
- Công suất/khối lượng: 0,0712 kW/kg (0,0443 hp/lb)

### Máy bay cùng sự phát triển
Junkers W 33
Junkers W 34
Junkers K 43
Junkers Ju 46